# Mirror (informatica)
Con mirror (specchio, in inglese) si indica in informatica una copia esatta di un insieme di dati.
Un esempio di questo termine è dato dai mirror dei web server di Internet: un intero sito (pagine HTML, ma anche semplici file binari) viene copiato su un altro computer per essere reso accessibile anche da altre fonti. Il motivo principale dell'utilizzo dei mirror sta nel sovraccarico del sito originale che spesso non possiede una banda sufficiente per l'utenza a cui è destinato. Attraverso questo meccanismo (il cui aggiornamento viene svolto automaticamente a intervalli regolari) una stessa risorsa può essere disponibile a un maggior numero di utenti.
Esempi tipici di mirror possono essere trovati nei siti internet kernel.org che ne possiede anche più di uno per ogni nazione o sourceforge.net che ha vari mirror sparsi in Europa e nel mondo.